# Kommunalwahlen in Bayern 2020

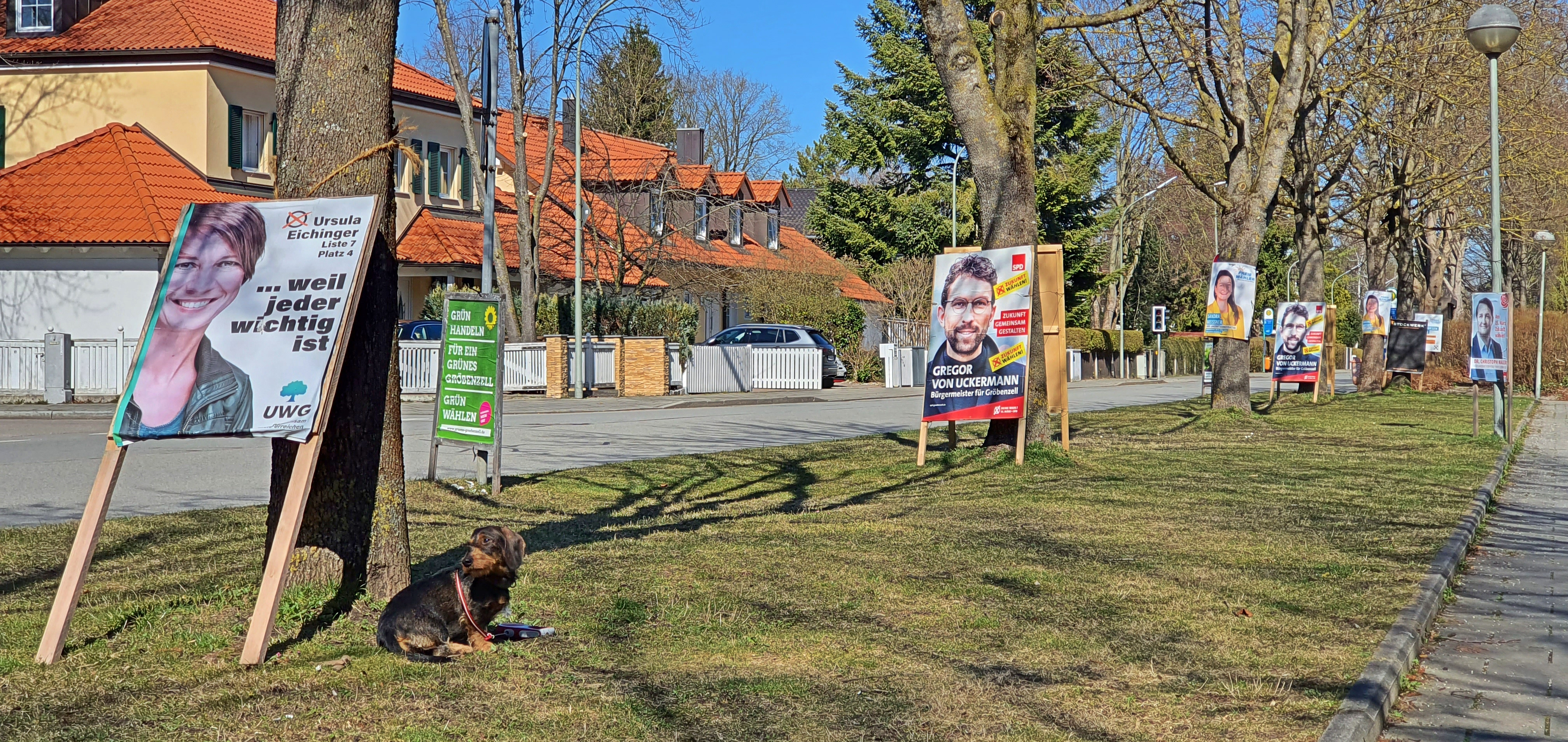
Wahlwerbung in der Gemeinde Gröbenzell (Oberbayern)

Die Kommunalwahlen in Bayern 2020 fanden am 15. März 2020 in allen Kommunen des Freistaats Bayern als Wahl der Gemeinde- und Landkreisvertretungen sowie in der überwiegenden Zahl der Gemeinden und Landkreise als Wahl der (Ober-)Bürgermeister und Landräte statt. In den Körperschaften, in denen keiner der Bewerber mehr als 50 % erreicht hat, wurde am 29. März in einer Stichwahl zwischen den beiden führenden Kandidaten erneut abgestimmt. Die Amtszeiten der Gewählten begannen am 1. Mai 2020.
Insgesamt waren in den 71 Landkreisen, 25 kreisfreien Städten und über 2000 Gemeinden Bayerns rund 39.500 Mandate zu besetzen. Die Kommunalvertretungen werden nach dem bayerischen Kommunalwahlrecht alle sechs Jahre in allgemeinen Wahlen in einer Verbindung aus Kumulieren und Panaschieren gewählt, wobei jeder Wähler in der Regel so viele Stimmen hat, wie Gemeinderats- und Kreistagssitze zu vergeben sind.
Bei den Kommunalwahlen wurden wegen der COVID-19-Pandemie Vorsichtsmaßnahmen getroffen, die nach Ansicht einiger Wahlhelfer unzureichend waren. Auch darum wurde kritisiert, dass die Wahlen überhaupt durchgeführt wurden.

## Interesse an der Wahl
Das Interesse an der bayerischen Kommunalwahl war außerordentlich hoch. 79 % der befragten Bürger gaben in einer Umfrage ein starkes oder sogar sehr starkes Interesse an, 9 % mehr gegenüber der Wahl von 2014. Die Wahlbeteiligung stieg auf 58,8 %.

## Neuerungen beim Wahlrecht
Bei der Kommunalwahl 2020 wurde erstmals nach dem Sainte-Laguë-Verfahren, das das seit 2013 geltende Hare/Niemeyer-Verfahren ersetzt, ausgezählt. Hierbei werden die Stimmen der Parteien durch eine bestimmte Zahl, den Divisor, der bei jeder Wahl neu ermittelt werden muss, geteilt. Aus den gerundeten Ergebnissen wird die Anzahl der Mandate für jede Partei ermittelt. Es gilt als das Auszählungsverfahren, bei dem die geringsten Benachteiligungen für große wie kleine Parteien auftreten. Die CSU hatte für eine Auszählung nach dem D’Hondt-Verfahren plädiert, das die kleinen Parteien benachteiligt.
Durch das neue bayerische Kommunalwahlrecht wurden außerdem Listenverbindungen abgeschafft. Im Gegenzug dürfen unter bestimmten Voraussetzungen aus einzelnen Parteien mehrere Listen zur Wahl angemeldet werden.

## COVID-19 und Briefwahlen
Die Briefwahl wurde auch, aber nicht allein, aufgrund der COVID-19-Pandemie in Bayern bereits am 15. März 2020 verstärkt in Anspruch genommen.
Am 29. März 2020 wurden die erforderlichen Stichwahlen nach einer Gesetzesänderung als reine Briefwahlen durchgeführt. Den Wahlberechtigten wurden die Unterlagen automatisch zugestellt.
Vor diesem Hintergrund schlug Landtags-Vizepräsident Markus Rinderspacher (SPD) vor, künftig auch bei Landtags- und Bundestagswahlen so zu verfahren; die Wahllokale sollten abgeschafft werden. Angesichts wachsender Mobilität sei dies eine „zeitgemäße, bürgerfreundliche und sinnvolle Wahlvariante.“
Die Auszählung der Stimmen hat bedingt durch die COVID-19-Pandemie mehr Zeit in Anspruch genommen als üblich, da sich viele Wahlhelfer kurzfristig krankgemeldet haben oder aus Vorsicht zu Hause geblieben sind. In München hat deshalb Oberbürgermeister Dieter Reiter verbeamtete Lehrer verpflichtet, bei der Auszählung zu helfen.

## Ergebnis

### Stadträte der kreisfreien Städte und Kreistage der Landkreise
| Partei        | krfr. Städte | %    | +/-    | Kreistage | %    | +/-    | insgesamt | %    | +/-    |
| ------------- | ------------ | ---- | ------ | --------- | ---- | ------ | --------- | ---- | ------ |
| CSU           | 381.925      | 27,6 | -6,0   | 1.629.865 | 36,6 | -4,7   | 2.011.790 | 34,5 | -5,2   |
| GRÜNE         | 320.615      | 23,2 | +10,6  | 689.567   | 15,5 | +6,0   | 1.010.182 | 17,3 | +7,1   |
| SPD           | 282.391      | 20,4 | -9,9   | 515.198   | 11,6 | -6,2   | 797.589   | 13,7 | -7,0   |
| gem. WV       | 65.672       | 4,7  | +1,8   | 475.244   | 10,7 | +6,8   | 540.916   | 9,3  | +5,6   |
| Wählergruppen | 88.469       | 6,4  | -3,1   | 415.776   | 9,3  | -7,9   | 504.245   | 8,6  | -6,7   |
| AfD           | 65.397       | 4,7  | +3,4   | 211.743   | 4,8  | +4,7   | 277.140   | 4,7  | +4,4   |
| FW            | 13.861       | 1,0  | +0,1   | 223.771   | 5,0  | +0,4   | 237.632   | 4,1  | +0,3   |
| FDP           | 46.154       | 3,3  | +0,3   | 113.190   | 2,5  | +0,2   | 159.344   | 2,7  | +0,3   |
| ÖDP           | 48.167       | 3,5  | +0,9   | 103.824   | 2,3  | +0,4   | 151.991   | 2,6  | +0,5   |
| DIE LINKE     | 42.205       | 3,0  | +1,3   | 45.241    | 1,0  | +0,9   | 87.446    | 1,5  | +1,0   |
| BP            | 3.923        | 0,3  | -0,1   | 25.776    | 0,6  | -0,2   | 29.699    | 0,5  | -0,1   |
| Die PARTEI    | 10.179       | 0,7  | [+0,7] | 614       | 0,0  | [+0,0] | 10.793    | 0,2  | [+0,2] |
| Volt          | 10.318       | 0,7  | [+0,7] | –         | –    | –      | 10.318    | 0,2  | [+0,2] |
| Sonstige      | 5.087        | 0,4  | -0,1   | 1.693     | 0,0  | -0,4   | 6.780     | 0,1  | -0,4   |

Die CSU blieb mit deutlichem Abstand stärkste Partei, musste aber erhebliche Einbußen hinnehmen und erreichte mit gut 34 Prozent eines der schlechtesten Resultate der Landesgeschichte. Die Grünen steigerten ihr schon 2014 erzieltes Rekordergebnis noch einmal und wurden mit über 17 % zweitstärkste Kraft im Freistaat. Dagegen erlebte die SPD nach ihrem Negativrekord von 2014 erneut einen Absturz und landete bei nur noch knapp 14 Prozent. Bei den Ergebnissen für die gemeinsamen Wahlvorschläge und die Wählergruppen waren starke Veränderungen zu verzeichnen. Von den gemeinsamen Wahlvorschlägen entfiel die weit überwiegende Mehrheit (7,9 %) auf von den Freien Wählern und bis dahin selbständig antretenden Freien Wählergemeinschaften und anderen Wählergruppen aufgestellte Listen. In der Verrechnung ist der Unterschied zu 2014 daher eher gering. Die AfD trat 2020 in den meisten Kreisen und kreisfreien Städten an und konnte somit ihr Ergebnis verbessern. Unter den sonstigen Parteien ist im Säulendiagramm unter anderem Die Linke subsumiert, die ebenfalls für mehr Gremien kandidierte und auf ein Ergebnis von 1,5 % kam. Verluste erlitten die Bayernpartei, die Piratenpartei, die nur noch in Hof eigenständig kandidierte, und die Republikaner, die noch zwei Mandate gewannen. An neu antretenden Parteien sind Die PARTEI, Volt und die V-Partei³ zu nennen, die vereinzelt in die Stadträte bzw. Kreistage einzogen, für die sie kandidierten. Einen Sitz erreichten Die Franken in Hof. In Erlangen und Kempten traten erstmals so genannte Klimalisten an, wobei diese Bewegung in Erlangen ihren Ausgang nahm. In beiden Städten gelang der Einzug in den Stadtrat mit jeweils zwei Mandaten.

### Gewählte Oberbürgermeister und Landräte
| Wahlvorschlag                      | Oberbürgermeister | Landräte | Zusammen |
| ---------------------------------- | ----------------- | -------- | -------- |
| CSU                                | 9                 | 44       | 53       |
| Freie Wähler (Landesvereinigung)   | —                 | 2        | 2        |
| SPD                                | 12                | 1        | 13       |
| CSU und andere                     | 2                 | 6        | 8        |
| FDP                                | 1                 | —        | 1        |
| GRÜNE                              | —                 | 1        | 1        |
| Freie Wähler und andere            | —                 | 6        | 6        |
| Sonstige gemeinsame Wahlvorschläge | —                 | 1        | 1        |
| Wählergruppen                      | —                 | 3        | 3        |
| Gesamt                             | 24                | 64       | 88       |
| Keine Wahl an diesem Termin        | 1                 | 7        | 8        |

| Kreisfreie Stadt        | Oberbürgermeister(in)        | Wahlvorschlag                    | Stichwahl |
| ----------------------- | ---------------------------- | -------------------------------- | --------- |
| Amberg                  | Michael Cerny                | CSU                              | —         |
| Ansbach                 | Thomas Deffner               | CSU                              | ja        |
| Aschaffenburg           | Jürgen Herzing               | SPD                              | ja        |
| Augsburg                | Eva Weber                    | CSU                              | ja        |
| Bamberg                 | Andreas Starke               | SPD                              | ja        |
| Bayreuth                | Thomas Ebersberger           | CSU                              | ja        |
| Coburg                  | Dominik Sauerteig            | SPD                              | ja        |
| Erlangen                | Florian Janik                | SPD                              | ja        |
| Fürth                   | Thomas Jung                  | SPD                              | —         |
| Hof                     | Eva Döhla                    | SPD                              | ja        |
| Ingolstadt              | Christian Scharpf            | SPD                              | ja        |
| Kaufbeuren              | Stefan Bosse                 | CSU                              | —         |
| Kempten (Allgäu)        | Thomas Kiechle               | CSU/Freie Wähler/Freie Wähler-ÜP | —         |
| Landshut                | Alexander Putz               | FDP                              | ja        |
| Memmingen               | —                            | —                                | —         |
| München                 | Dieter Reiter                | SPD                              | ja        |
| Nürnberg                | Marcus König                 | CSU                              | ja        |
| Passau                  | Jürgen Dupper                | SPD                              | —         |
| Regensburg              | Gertrud Maltz-Schwarzfischer | SPD                              | ja        |
| Rosenheim               | Andreas März                 | CSU                              | ja        |
| Schwabach               | Peter Reiß                   | SPD                              | ja        |
| Schweinfurt             | Sebastian Remelé             | CSU                              | —         |
| Straubing               | Markus Pannermayr            | CSU                              | —         |
| Weiden in der Oberpfalz | Jens Meyer                   | SPD                              | ja        |
| Würzburg                | Christian Schuchardt         | CSU/FDP/Bürgerforum Würzburg     | —         |

* Wiedergewählte farbig unterlegt
| Landkreis                           | Landrat/Landrätin       | Wahlvorschlag                                    | Stichwahl |
| ----------------------------------- | ----------------------- | ------------------------------------------------ | --------- |
| Aichach-Friedberg                   | Klaus Metzger           | CSU                                              | —         |
| Altötting                           | Erwin Schneider         | CSU                                              | —         |
| Amberg-Sulzbach                     | Richard Reisinger       | CSU                                              | —         |
| Ansbach                             | Jürgen Ludwig           | CSU                                              | ja        |
| Aschaffenburg                       | Alexander Legler        | CSU                                              | —         |
| Augsburg                            | Martin Sailer           | CSU                                              | —         |
| Bad Kissingen                       | Thomas Bold             | CSU                                              | —         |
| Bad Tölz-Wolfratshausen             | Josef Niedermaier       | Freie Wähler                                     | ja        |
| Bamberg                             | Johann Kalb             | CSU                                              | ja        |
| Bayreuth                            | Florian Wiedemann       | FWG                                              | ja        |
| Berchtesgadener Land                | Bernhard Kern           | CSU                                              | ja        |
| Cham                                | Franz Löffler           | CSU                                              | —         |
| Coburg                              | —                       | —                                                | —         |
| Dachau                              | Stefan Löwl             | CSU                                              | —         |
| Deggendorf                          | Christian Bernreiter    | CSU                                              | —         |
| Dillingen an der Donau              | —                       | —                                                | —         |
| Dingolfing-Landau                   | Werner Bumeder          | CSU/JBL                                          | —         |
| Donau-Ries                          | Stefan Rößle            | CSU/AL/JB                                        | —         |
| Ebersberg                           | Robert Niedergesäß      | CSU                                              | —         |
| Eichstätt                           | Alexander Anetsberger   | CSU                                              | ja        |
| Erding                              | Martin Bayerstorfer     | CSU                                              | ja        |
| Erlangen-Höchstadt                  | Alexander Tritthart     | CSU                                              | —         |
| Forchheim                           | Hermann Ulm             | CSU                                              | —         |
| Freising                            | Helmut Petz             | Freie Wähler/FW Kreis Freising e. V.             | ja        |
| Freyung-Grafenau                    | Sebastian Gruber        | CSU                                              | —         |
| Fürstenfeldbruck                    | Thomas Karmasin         | CSU                                              | —         |
| Fürth                               | Matthias Dießl          | CSU                                              | —         |
| Garmisch-Partenkirchen              | Anton Speer             | FWL                                              | —         |
| Günzburg                            | Hans Reichhart          | CSU/Freie Wähler/JU                              | —         |
| Haßberge                            | Wilhelm Schneider       | CSU                                              | —         |
| Hof                                 | Oliver Bär              | CSU                                              | —         |
| Kelheim                             | Martin Neumeyer         | CSU                                              | —         |
| Kitzingen                           | Tamara Bischof          | Freie Wähler/Freie Wähler Kreisverband Kitzingen | —         |
| Kronach                             | —                       | —                                                | —         |
| Kulmbach                            | Klaus Peter Söllner     | FW/WGK/CSU/FDP                                   | —         |
| Landsberg am Lech                   | Thomas Eichinger        | CSU                                              | —         |
| Landshut                            | Peter Dreier            | Freie Wähler/Kreisverband Freie Wähler Landshut  | —         |
| Lichtenfels                         | —                       | —                                                | —         |
| Lindau (Bodensee)                   | Elmar Stegmann          | CSU                                              | —         |
| Main-Spessart                       | Sabine Sitter           | CSU                                              | ja        |
| Miesbach                            | Olaf von Löwis of Menar | CSU                                              | ja        |
| Miltenberg                          | Jens Marco Scherf       | Grüne                                            | —         |
| Mühldorf am Inn                     | Maximilian Heimerl      | CSU                                              | —         |
| München                             | Christoph Göbel         | CSU                                              | ja        |
| Neu-Ulm                             | Thorsten Freudenberger  | CSU/JU                                           | —         |
| Neuburg-Schrobenhausen              | —                       | —                                                | —         |
| Neumarkt in der Oberpfalz           | Willibald Gailler       | CSU                                              | —         |
| Neustadt an der Aisch-Bad Windsheim | Helmut Weiß             | CSU                                              | —         |
| Neustadt an der Waldnaab            | Andreas Meier           | CSU                                              | —         |
| Nürnberger Land                     | Armin Kroder            | Freie Wähler/Freie Wähler Nürnberger Land        | —         |
| Oberallgäu                          | Indra Baier-Müller      | Freie Wähler/Freie Wähler Oberallgäu             | ja        |
| Ostallgäu                           | Maria Rita Zinnecker    | CSU                                              | —         |
| Passau                              | Raimund Kneidinger      | CSU/BU                                           | —         |
| Pfaffenhofen an der Ilm             | Albert Gürtner          | Freie Wähler/FW                                  | ja        |
| Regen                               | —                       | —                                                | —         |
| Regensburg                          | Tanja Schweiger         | Freie Wähler                                     | —         |
| Rhön-Grabfeld                       | Thomas Habermann        | CSU                                              | —         |
| Rosenheim                           | Otto Lederer            | CSU                                              | ja        |
| Roth                                | —                       | —                                                | —         |
| Rottal-Inn                          | Michael Fahmüller       | CSU                                              | —         |
| Schwandorf                          | Thomas Ebeling          | CSU                                              | —         |
| Schweinfurt                         | Florian Töpper          | SPD                                              | —         |
| Starnberg                           | Stefan Frey             | CSU                                              | ja        |
| Straubing-Bogen                     | Josef Laumer            | CSU                                              | —         |
| Tirschenreuth                       | Roland Grillmeier       | CSU                                              | —         |
| Traunstein                          | Siegfried Walch         | CSU/BP/JL                                        | —         |
| Unterallgäu                         | Alex Eder               | Freie Wähler Unterallgäu                         | ja        |
| Weilheim-Schongau                   | Andrea Jochner-Weiß     | CSU                                              | ja        |
| Weißenburg-Gunzenhausen             | Manuel Westphal         | CSU                                              | —         |
| Wunsiedel im Fichtelgebirge         | Peter Berek             | CSU                                              | —         |
| Würzburg                            | Thomas Eberth           | CSU                                              | ja        |

* Wiedergewählte farbig unterlegt
Überall dort, wo im ersten Durchgang keiner der Kandidaten mehr als die Hälfte der Stimmen holte, fand am 29. März 2020 eine Stichwahl statt. Nach Angaben des Bayerischen Innenministeriums war das in 750 Gemeinden, Städten und Landkreisen der Fall, darunter in den fünf größten bayerischen Städten München, Nürnberg, Augsburg, Regensburg und Ingolstadt. Wegen der Coronakrise konnten die Wahlberechtigten an dieser Stichwahl ausschließlich per Briefwahl teilnehmen.

### Mandate nach Parteien
Die nachfolgende Tabelle gibt Auskunft darüber, wie viele Mandate die jeweiligen Parteien in den Kreistagen bzw. Stadträten der kreisfreien Städte erhalten haben. In Klammern ist die Veränderung zur Kommunalwahl 2014 angegeben. Darüber hinaus ist die Gesamtzahl der errungenen Mandate angegeben.
|                                  | CSU/JU       | Grüne      | Freie Wähler | SPD        | AfD        | ÖDP       | FDP       | Linke    | Sonstige  |
| -------------------------------- | ------------ | ---------- | ------------ | ---------- | ---------- | --------- | --------- | -------- | --------- |
| Kreistage                        | 1.633 (-187) | 665 (+223) | 749 (-2)     | 520 (-263) | 202 (+200) | 143 (+4)  | 121 (+8)  | 48 (+41) | 289 (-34) |
| Stadträte der kreisfreien Städte | 347 (-68)    | 224 (+91)  | 84 (-3)      | 208 (-94)  | 56 (+50)   | 40 (+6)   | 38 (+3)   | 37 (+14) | 109 (0)   |
| Gesamt                           | 1.980 (-255) | 889 (+314) | 833 (-5)     | 728 (-357) | 258 (+250) | 183 (+10) | 159 (+11) | 85 (+55) | 398 (-34) |